# Asura simillima
Asura simillima är en fjärilsart som beskrevs av Rothschild 1936. Asura simillima ingår i släktet Asura och familjen björnspinnare. Inga underarter finns listade i Catalogue of Life.